# Cayo Fufio Gémino
Cayo o Gayo Fufio Gémino (en latín: Gaius Fufius Geminus; fl. siglo I a. C.) fue un senador romano que vivió a finales del siglo I a. C., y principios del siglo I, y desarrolló su cursus honorum bajo el reinado de Augusto. Fue cónsul sufecto de septiembre a octubre del año 2 a. C., con Lucio Caninio Galo como compañero.

## Biografía
Fufio Gémino fue o el hijo o el sobrino de Fufio Gémino quien fue gobernador de Panonia en el año 35 a. C. Fue nombrado cónsul sufecto en el año 2 a. C. (en torno a septiembre), en sustitución del Princeps Augusto. Fue el coautor de la Lex Fufia Caninia (junto con su nuevo compañero consular Lucio Caninio Galo), que restringía la manumisión de esclavos.
Fufio Gémino solo sirvió como cónsul un par de meses – para el 1 de diciembre ya había sido sustituido. Se especula que pudo haber muerto en el cargo o quizá se vio envuelto en los eventos políticos que rodearon el destierro de la hija de Augusto, Julia, lo que provocó que su nombre fuera borrado de los Fasti Magistrorum Vici.
Fufio Gémino estuvo casado con una Vitia; juntos tuvieron un hijo, Cayo Fufio Gémino, quien fue cónsul en 29 y fue luego ejecutado por el emperador Tiberio. Vitia fue ejecutada en el año 32 por guardar luto por la muerte de su hijo.